# Martins Soares
Martins Soares este un oraș în Minas Gerais (MG), Brazilia.